# Teresa Ribera Rodríguez
Teresa Ribera Rodríguez (Madrid, 19 maggio 1969) è una giurista e politica spagnola, Vicepresidente esecutiva della Commissione europea e Commissaria europea per la concorrenza nella Commissione von der Leyen II dal 1° dicembre 2024. In precedenza, Ribera è stata Vicepresidente del Governo di Spagna e ministra della Transizione ecologica e della sfida demografica nel governo Sánchez II e III dal 2020 al 2024.

## Biografia
Laureata in giurisprudenza presso l'Università Complutense di Madrid e diplomata in Diritto costituzionale e Scienze politiche presso il Centro di studi costituzionali. Fa parte dell'organo superiore degli amministratori civili dello Stato di cui è stata una funzionaria dal 2012 ed è stata professoressa associata del Dipartimento di diritto pubblico e filosofia del diritto presso l'Università autonoma di Madrid.

## Carriera amministrativa e politica

### Incarichi governativi nei governi Zapatero I, II e Sanchez (2004-2015)
Ha ricoperto vari incarichi tecnici nella pubblica amministrazione, come la carica di Capo Coordinamento del Ministero dello Sviluppo e di Consigliere Tecnico nel Gabinetto del Segretario Assistente per l'Ambiente e Capo dell'area Conformità e Sviluppo. Tra il 2004 e il 2008 è stata direttore generale dell'Ufficio per i cambiamenti climatici e tra il 2008 e il 2011 ha assunto il Segretario di Stato per i cambiamenti climatici (presso il Ministero dell'agricoltura e della pesca, dell'alimentazione e dell'ambiente) durante il governo del presidente José Luis Rodríguez Zapatero.
Ribera è anche membro di numerosi consigli consultivi, tra cui il Global Leadership Council della Rete delle soluzioni per lo sviluppo sostenibile delle Nazioni Unite (UNSDSN), il consiglio consultivo globale sui cambiamenti climatici del Forum economico mondiale e l'iniziativa Momentum For Change della Convenzione quadro delle Nazioni Unite sui cambiamenti climatici (UNFCCC); appartiene al consiglio internazionale del BC3, al consiglio consultivo dell'Institut pour la Recherche du Développement (IRD) e ai patrocini di Fundipax e Fundación Alternativas. Nel 2015 si è unita al team di esperti voluto da Pedro Sánchez per preparare il programma elettorale del PSOE.

### Ministra della Transizione Ecologica e Vicepresidente del Governo nei governi Sanchez (2018-)
Nel giugno 2018, a seguito della mozione di censura presentata dal PSOE contro il precedente governo di Mariano Rajoy, Sánchez l'ha nominata Ministro del nuovo governo spagnolo. Re Felipe VI ha sanzionato con decreto reale di giugno la sua nomina a titolare del portafoglio del Ministero per la transizione ecologica. Il 7 giugno assume la carica di ministro davanti al re al Palazzo della Zarzuela.
Le sue prime misure come ministro sono la fine della cosiddetta "tassa solare" per consentire la libera produzione di energia nel tentativo di aumentare la potenza ecologica e ridurre il prezzo dell'elettricità. Nel tentativo di porre fine all'inquinamento da carbone e di trasformare la produzione di energia della Spagna , Ribera ha raggiunto un accordo con i sindacati per chiudere la maggior parte delle miniere di carbone ancora sopravvissute nel nord del paese facendo un investimento di 250 milioni di euro per evitare un calo del tenore di vita dei minatori e ripristinare l'equilibrio ambientale dell'area. Nell'ottobre 2018, le è stato assegnato il premio Climate Reality Project Award nella categoria "Personalità pubblica" concessa dal Climate Reality Project.

### Commissaria europea per la concorrenza e Vicepresidente esecutiva della Commissione europea della Spagna (2024-)
Nel luglio 2024, durante la formazione della Commissione von der Leyen II, Ribera viene proposta dal Presidente del Governo Pedro Sanchez come candidata Commissaria Europea in rappresentanza della Spagna.